# بماریوو
بماریوو (به لاتین: Bemarivo) یک منطقهٔ مسکونی در ماداگاسکار است که در امبتوماینتی واقع شده است. بماریوو ۹٬۰۹۱ نفر جمعیت دارد و ۲۹۱ متر بالاتر از سطح دریا واقع شده است.